# وجیه‌الله فاضل
سناتور وجیه‌الله فاضل سرجویی (زاده مهر ۱۲۸۶ - درگذشته ۲ آذر ۱۳۷۷) شهر سرجوب کرج - دادستان سابق استان تهران

## زندگینامه
وجیه الله فاضل سرجویی، از قضات عالی رتبه ایران، در مهر ماه سال ۱۲۸۶ خورشیدی در تهران (کرج چشم به جهان گشود.
وی نوه پسری عبدالله فاضل سرجوئی بزرگ، روحانی، استاد و معلم پادشاه وقت احمدشاه قاجار بود که به جهت برخورداری از تحصیلات و دانش بالا در زمان خویش، در میان مردم، با نام خانوادگی فاضل (به معنای دانشمند) شناخته می‌شد. وجیه الله که از اوان جوانی به جهت اخلاق خوش، فصاحت کلام، سخت کوشی و پایبندی به اصول، محبوبیت و اعتبار خاصی در میان مردم خصوصاً اهالی شهر" سرجوب "استان کرج داشت،  پس از اتمام تحصیلات ابتدائی و متوسطه و گشایش دانشگاه تهران، جزء اولین گروه دانش آموختگانی بود که درسال ۱۳۱۶ با دریافت دو لیسانس حقوق و علوم سیاسی، از دانشکده حقوق این دانشگاه فارغ التحصیل شد و به استخدام رسمی دادگستری درآمد. وی در سال ۱۳۱۸ با بانو فخری کاظم‌زاده ازدواج کرد و از سال ۱۳۴۹ به تدریس حقوق، ثبت اسناد و املاک در دانشکده حقوق دانشگاه تهران پرداخت.

## مسئولیت‌ها
از جمله مهمترین مشاغل او در کنار ۴۰ سال قضاوت عادلانه در دادگستری ایران عبارت بودند از :
- نماینده منتخب مجلس از سوی مردم تهران
- عضو هیئت رئیسه مجلس
- دادستان کل تهران (از سال ۱۳۲۴)
- استاد دانشکده حقوق و علوم سیاسی دانشگاه تهران
- عضو هیئت مدیره و از جمله بنیانگذاران بانک بازرگانی ایران (بانک تجارت فعلی)
- عضو برجسته کانون وکلای دادگستری
- ریاست اداره بازرسی وزارت دادگستری
- دادستانی دیوان کیفر
- ریاست شعبه ۸ دیوان عالی کشور
- ریاست دیوان عالی جنائی مرکز
- مستشار دیوان عالی کشور
- مدیر کل سازمان ثبت اسناد و املاک ایران
- معاون وزارت دادگستری

## درگذشت
وی در ۲ آذر ۱۳۷۷ در سن ۹۱ سالگی در بیمارستان پارس تهران، درگذشت.